# بران اوبلاک
بران اوبلاک (انگلیسی: Branko Oblak؛ زادهٔ ۲۷ مهٔ ۱۹۴۷) بازیکن فوتبال اهل جمهوری فدرال سوسیالیستی یوگسلاوی بود.
از باشگاه‌هایی که در آن بازی کرده‌است می‌توان به باشگاه فوتبال بایرن مونیخ، باشگاه فوتبال شالکه ۰۴، و باشگاه فوتبال هایدوک اسپلیت اشاره کرد.
وی همچنین در تیم ملی فوتبال یوگسلاوی بازی کرده‌است.